# Fibigia heterophylla
Fibigia heterophylla är en korsblommig växtart som beskrevs av Karl Heinz Rechinger. Fibigia heterophylla ingår i släktet Fibigia och familjen korsblommiga växter. Inga underarter finns listade i Catalogue of Life.